# Adressdebatt
Adressdebatt (eng: debate on the address) kallas den debatt, som regelbundet äger rum i det engelska underhuset praktiskt taget omedelbart efter konungens/drottningens trontal. Namnet kommer av att den anknyter till det förslag om tacksamhetsadress till regenten, som regeringspartiet enligt uråldrig sed alltid framställer.

## Historik
Adressdebatten uppstod i samband med kabinettsstyrelsens genombrott i början av 1700-talet. Sedan dess har det nämligen stått klart, att trontalet är ett uttryck för rådgivarnas politik och ej för regentens personliga mening. Fältet har legat öppet för fri kritik. Den gestaltning som adressdebatten då fick, har den i huvudsak bibehållit.

## Förlopp
Svarsadressen föreslås av två av husets yngre medlemmar, som premiärministern utsett. Adressen är alltid sig lik, medan motiveringarna kan växla. En generaldebatt uppstår som kan vara ett par dagar och ger oppositionen tillfälle att kritisera regeringens politik i allmänhet. Därefter framställer oppositionen sina förslag till ändringar (amendements), som ger debatten en speciell inriktning.
Det har sagt att adressdebatten därigenom blir bestämt inrutad och har kunnat pågå i flera veckor. Vanligen räcker det dock med en vecka. I de allra flesta fall avgår regeringen med segern, vilket följer av dess majoritetsställning. Det har dock hänt, att den måst avgå på grund av admentements innehållande misstroendevotum, som oppositionen genomdrivit. Den har i så fall varit i minoritet redan vid valet, men dröjt kvar eftersom inget annat parti kunnat samla majoritet.
Sin väsentligaste roll har adressdebatten dock icke som medel till att störta en regering utan som kontrollinstitut och som instrument för upplysning och propaganda. Även överhuset avlåter en svarsadress, men den saknar all betydelse.

## Konsekvenser
Den engelska adressdebatten har verkat stimulerande på oppositionen i andra länder. Således sökte den för sina ”brittiska” sympatier kände F. B. von Schwerin förmå Karl XIV Johan-tidens ständer att till det trontal konungen håller vid riksdagens öppnande anknyta en adressdebatt, där ”ministärens” politik efter stora linjer skulle kritiserad av ”oppositionen”. De skiftande försöken ebbade dock ut, då man ansåg, att kritiken med hänsyn till att trontalet inte är kontrasignerat, skulle rättsligt sätt rikta sig mot konungens person och därigenom spela det personliga regementet i händerna.
I våra dagars Sverige har den engelska adressdebatten, i sin egenskap av generaldebatt, sin motsvarighet i remissdebatten. Motsvarande roll spelar i Norge trontalsdebatten och i Danmark Finanslovdebatten.